# Kriegssoll

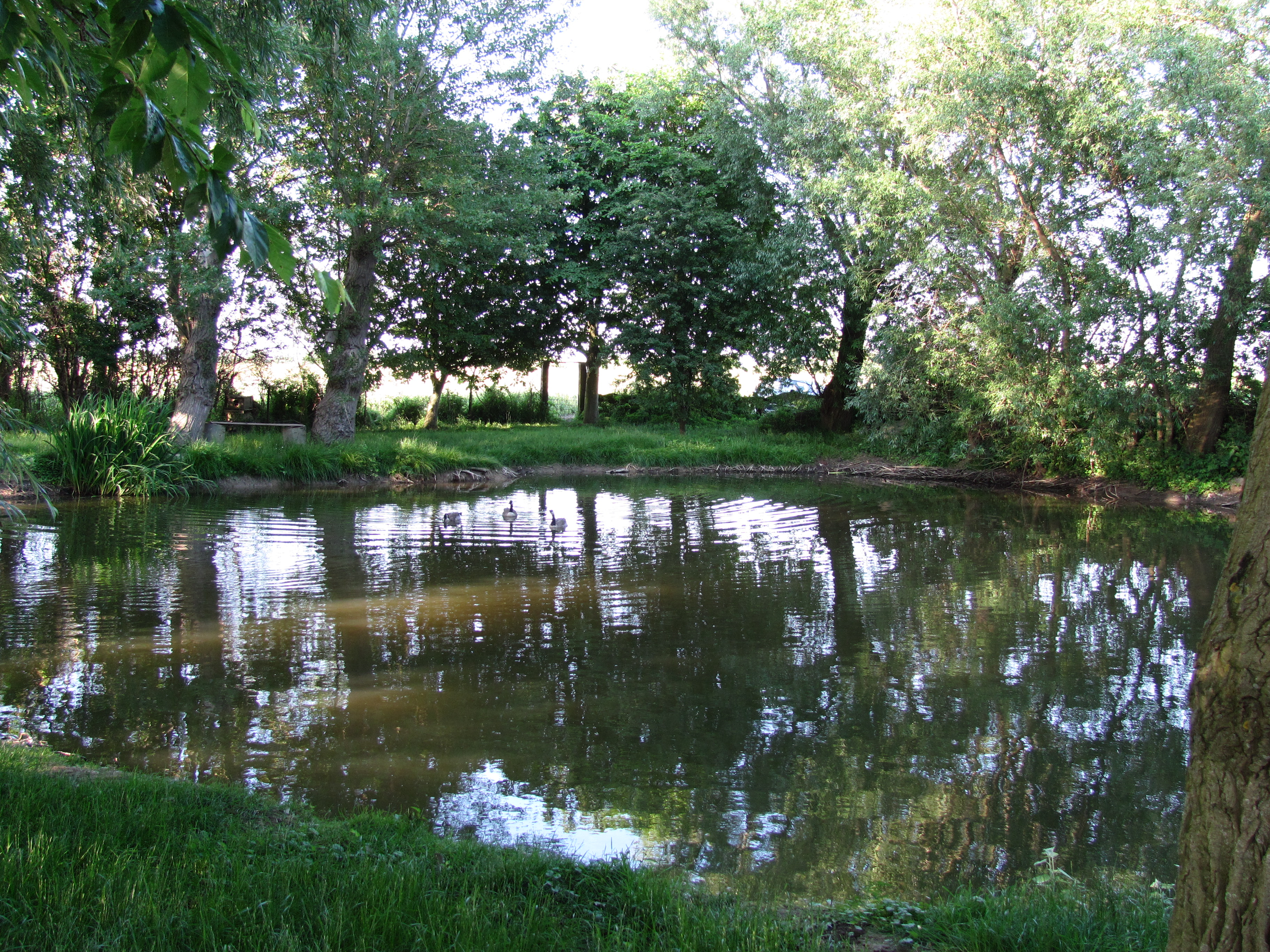
Teich Kriegssoll.

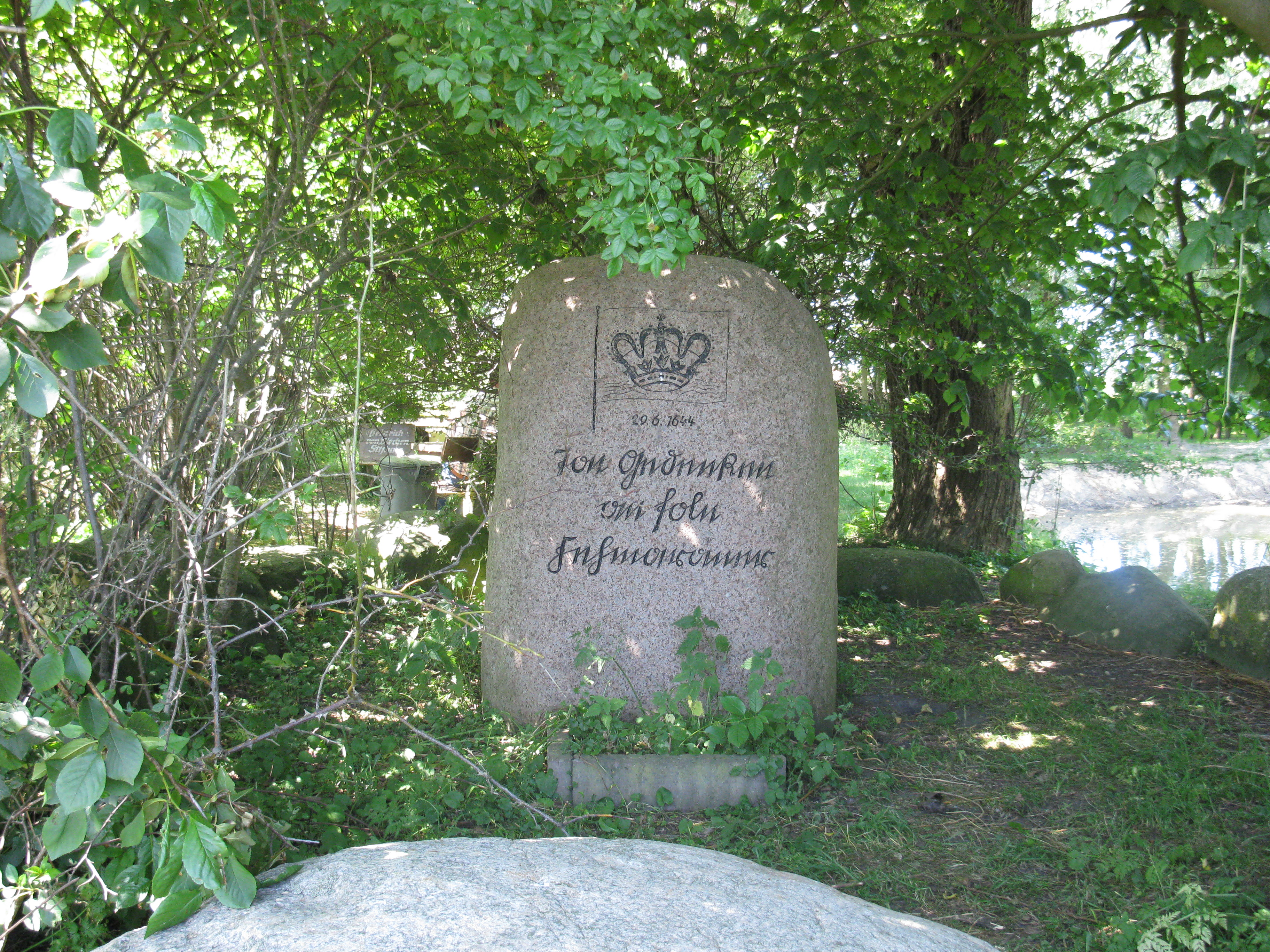
Gedenkstein am Kriegssoll

Der Kriegssoll ist eine Gedenkstätte zur Erinnerung an eine Schlacht des Dreißigjährigen Krieges im Stadtteil Landkirchen der Stadt Fehmarn, Kreis Ostholstein in Schleswig-Holstein.
Es handelt sich um einen von Bäumen umstandenen Teich – auf der Insel Fehmarn bezeichnet der Begriff Soll einen Teich – in der Feldmark unweit von Landkirchen mit einem Findling, in den oben das seit 1580 gebräuchliche Wappen der Insel Fehmarn sowie darunter auf Plattdeutsch in Sütterlinschrift eine Inschrift gemeißelt ist:
Die Inschrift bezieht sich auf eine Schlacht am 29. Juni 1644. An diesem Tag landeten schwedische Truppen in der Nähe von Puttgarden auf dem damals zu Dänemark gehörenden Fehmarn und trafen auf ein Fehmarnsches Regiment, das von dänischen Soldaten unterstützt wurde. Bei der anschließenden Schlacht kamen 75 Einwohner Fehmarns ums Leben, darunter auch die Fahnenträgerin Marens Tiedemann aus Neujellingsdorf, die manchmal auch „Jeanne d’Arc von Fehmarn“ genannt wurde.
Die Gedenkstätte Kriegssoll befindet sich etwa 1 km nordöstlich von Landkirchen etwas südlich der Straße nach Ostermarkelsdorf. Von der Landstraße 209 zwischen Landkirchen und Burg auf Fehmarn ist sie auch über einen ausgeschilderten Fußweg zu erreichen. Unweit südlich der Gedenkstätte Kriegssoll verläuft die Trasse der stillgelegten Inselbahn Fehmarn.
Ein weiterer besuchenswerter Soll auf Fehmarn ist der etwas kleinere Ratssoll bei Petersdorf.